# Aeroporto di Öskemen
L'aeroporto di Öskemen, o aeroporto di Ust-Kamenogorsk (in russo: Аэропорт Усть-Каменогорск; IATA: UKK; ICAO: UASK) è un aeroporto kazako situato a circa 10 km a nord ovest di Öskemen, nella regione del Kazakistan Orientale, in prossimità del confine con la Russia. La struttura è dotata di una pista di asfalto lunga 2510 m e una in erba lunga 1856 m, l'altitudine è di 286 m, l'orientamento della pista è RWY 12-30. L'aeroporto è aperto al traffico commerciale.